# Loxostege iotaenialis
Loxostege iotaenialis là một loài bướm đêm trong họ Crambidae.